# Tanya Reinhart
Tanya Reinhart (en hebreo: טניה ריינהרט‎; julio de 1943-17 de marzo de 2007) fue una lingüista israelí que escribió frecuentemente sobre el conflicto israelí-palestino. Fue columnista del periódico israelí Yediot Aharonot y articulista para los sitios web CounterPunch, Znet e Indymedia.

## Biografía
Reinhart nació en 1943 en Haifa, en el Mandato británico de Palestina y fue criada por su madre.Estudió filosofía y literatura hebrea en la Universidad Hebrea de Jerusalén, donde luego obtuvo una maestría en literatura comparada y filosofía. En 1976, obtuvo un doctorado en lingüística en el Instituto Tecnológico de Massachusetts, bajo la dirección de Noam Chomsky. Militó activamente en la Liga de la Juventud Comunista, siguiendo los pasos de su madre.
Reinhart fue profesora de lingüística y teoría literaria en la Universidad de Tel Aviv. Impartió cátedra en el MIT, en la  Universidad de Columbia y en la Universidad de París; también fue profesora invitada en la Universidad Duke. Mantuvo vínculos con la Universidad de Utrecht por 15 años. Después de perder su puesto en la Universidad de Tel Aviv, medida que atribuyó al acoso burocrático, decidió abandonar Israel.Antes de su muerte, también mencionó que el ataque de Israel al Líbano en 2006 y a la Franja de Gaza influyó de igual modo en su decisión.Al establecerse en los Estados Unidos, le ofrecieron un puesto como Profesora Distinguida Global en la Universidad de Nueva York (NYU).
Falleció a causa de un derrame cerebral mientras dormía el 17 de marzo de 2007, en la ciudad de Nueva York, a la edad de 63 años.    

## Trabajo profesional
Reinhart se especializó en la interfaz y las relaciones entre el significado y el contexto, la sintaxis y los sistemas de sonido. Noam Chomsky ha descrito sus contribuciones al campo de la lingüística como "originales y muy influyentes", particularmente en lo que respecta a "la estructura y operaciones sintácticas, la dependencia referencial, los principios de la semántica léxica y sus implicaciones para la organización sintáctica, los enfoques unificados para la interpretación semántica translingüística de estructuras complejas que superficialmente parecen variar ampliamente, la teoría del acento y la entonación, sistemas de análisis eficientes, la interacción de los cálculos internos con el pensamiento y los sistemas sensoriomotores, el diseño óptimo como principio central del lenguaje, y mucho más".
El trabajo académico de Reinhart también se extendió mucho más allá de la lingüística, hacia la teoría literaria, los medios de comunicación, la propaganda y otros elementos centrales de la cultura intelectual.Chomsky ha señalado que el activismo de Reinhart no se limitaba a las palabras y que a menudo estaba "en la primera línea de resistencia directa a acciones intolerables, como organizadora y como participante, una postura que no se puede respetar incluso más".Al comentar sobre su muerte, escribió que Reinhart sería recordada "no sólo como una decidida y honorable defensora de los derechos de los palestinos, sino también como una de las que han luchado por defender la integridad moral de su propia sociedad israelí, y su esperanza de una supervivencia digna".

## Activismo político
Reinhart fue una crítica abierta tanto de la invasión y ocupación del Líbano por parte de Israel como de la ocupación de los territorios palestinos después de 1967, la cual llegó a considerar peor que el apartheid. Participó activamente en la organización de campañas de solidaridad con sus colegas palestinos en la Universidad de Birzeit. Su posición era que Israel debería abandonar Cisjordania y Gaza:
Israel debería retirarse inmediatamente de los territorios ocupados en 1967. La mayor parte de los colonos israelíes (150.000 de ellos) se concentran en los grandes bloques de asentamientos en el centro de Cisjordania. Estas áreas no pueden evacuarse durante la noche. Pero el resto del territorio (entre el 90% y el 96% de Cisjordania y toda la franja de Gaza) puede ser evacuado inmediatamente. Muchos de los residentes de los aislados asentamientos israelíes que se encuentran dispersos en estas áreas hablan abiertamente en los medios de comunicación israelíes sobre su deseo de irse. Sólo es necesario ofrecerles una compensación razonable por los bienes que dejarán. El resto –los fanáticos acérrimos de la “redención de tierras”– son una minoría insignificante que tendrá que aceptar la voluntad de la mayoría. 
Reinhart señaló que una retirada inmediata dejaría aún en debate entre un seis y un diez por ciento de Cisjordania con los grandes bloques de asentamientos, así como las cuestiones de Jerusalén y el derecho de retorno, y sostuvo que estos deberían ser objeto de "serios debates negociaciones de paz". En 2002, Reinhart fue duramente criticada en Israel por firmar una petición europea pidiendo una moratoria sobre el apoyo europeo a la academia israelí en protesta por las políticas palestinas de Israel. Expresó simpatía y comprensión por sus colegas que se oponían a tales medidas, pero insistió en que:
No es fácil para un académico israelí apoyar los llamados a boicotear las instituciones académicas israelíes en estos días. Como cualquier otro segmento de la sociedad israelí, las universidades están pagando el precio de la guerra de Israel contra los palestinos, con severos recortes presupuestarios y el deterioro de las condiciones de investigación. Sin duda, un congelamiento de los fondos de la UE complicaría aún más las cosas. Por lo tanto, es comprensible que el mundo académico israelí esté movilizando sus fuerzas para atacar cualquier intento de boicot de este tipo. Comprensible, pero no justo. 
En el mismo año, también publicó un libro, Israel/Palestine: How to End the War of 1948, en el que analizó lo que vio como la ruptura durante los tres años anteriores de un compromiso constructivo sobre la cuestión palestina y el endurecimiento de la postura israelí.
En 2006, Reinhart pronunció la Edward Said Memorial Lecture en Universidad de Adelaida.
Tanya Reinhart estuvo casada con el poeta y traductor israelí Aharon Shabtai. Reinhardt era antisionista y se la consideraba más radical en sus opiniones políticas que muchos otros activistas de izquierda.

## Publicaciones selectas sobre lingüística
- 1976. The Syntactic Domain of Anaphora. Tesis doctoral, MIT.
- 1981. "Definite NP-anaphora and c-command domains". Linguistic Inquiry 12:605-635.
- 1983. Anaphora and Semantic Interpretation. Londres: Croom Helm.
- 1993. "Reflexivity" (with Eric Reuland). Linguistic Inquiry 24:657-720.
- 1993. "The innateness of binding and coreference" (with Yosef Grodzinsky). Linguistic Inquiry 24:69-101.
- 1995. "Interface strategies". OTS Working Papers in Linguistics.
- 1997. "Quantifier scope: how labor is divided between QR and choice functions". Linguistics and Philosophy 20:335-397.
- 1998. "Scrambling and the PF interface" (with Ad Neeleman). En: W. Cobler & M. Butt (eds.), Projecting from the Lexicon. Stanford: CSLI.
- 1998. "Wh-in-situ in the framework of the minimalist program". Natural Language Semantics.
- 2000. "Strategies of anaphora resolution". In: H. Bennis, M. Everaert & E. Reuland (eds.), Interface Strategies.
- 2002. "The Theta System: An overview". Theoretical Linguistics 28:229-290.
- 2006. Interface Strategies: Reference-set Computation. Cambridge, MA: MIT Press.